# Monochamus nigrosparsus
Monochamus nigrosparsus là một loài bọ cánh cứng trong họ Cerambycidae.